# Cherprang Areekul
Cherprang Areekul (în thailandeză เฌอปราง อารีย์กุล, n. 2 mai 1996, Bangkok, Thailanda) este o actriță și cântăreață thailandeză.

## Filmografie

### Programe TV
- 2018 - BNK48 Senpai
- 2018 - Victory BNK48

### Film
- 2018 - BNK48 : Girls Don't cry[2].
- 2018 - Homestay [3]

### Serie
- 2019 - One Year 365 Wan Ban Chan Ban Tere